# Marcel Ponitka
Marcel Ponitka (ur. 28 sierpnia 1997 w Ostrowie Wielkopolskim) – polski koszykarz występujący na pozycjach rozgrywającego oraz rzucającego obrońcy, reprezentant kraju, od 2023 zawodnik Legii Warszawa.
Jego starszy brat Mateusz jest także zawodowym koszykarzem.
25 sierpnia 2017 przedłużył o kolejne dwa lata umowę z klubem Asseco Gdynia.
23 lutego 2018 roku zadebiutował w reprezentacji Polski w meczu z Kosowem.
22 sierpnia 2019 dołączył po raz kolejny w karierze do Stelmet BC Zielona Góra. 29 stycznia 2021 opuścił klub. 1 lutego został zawodnikiem rosyjskiego Basketu Parma. 
Ze względu na wojnę, jaką Rosjanie rozpoczęli w lutym na Ukrainie, Ponitka zmienił otoczenie i przeniósł się do niemieckiej Bundesligi podpisując umowę z Fraport Skyliners Frankfurt. W lipcu 2022 roku podpisał umowę z hiszpańskim Casademont Saragossa. 11 września 2023 dołączył do Legii Warszawa.

## Osiągnięcia
Stan na 18 lutego 2024, na podstawie, o ile nie zaznaczono inaczej.
Drużynowe
- Mistrz Polski (2016, 2020)
- 4. miejsce w FIBA Europe Cup (2021)[11]
- Zdobywca:
  - Pucharu Polski (2024)[12]
  -  Zdobywca Superpucharu Polski (2020, 2024)[13][14]
- Finalista Pucharu Polski (2016, 2019[15])

Indywidualne
- Najlepszy w obronie PLK (2020 według dziennikarzy)[16]
- Najlepszy Młody Zawodnik PLK (2017, 2018 według dziennikarzy)[17][18]
- Zaliczony do I składu:
  - mistrzostw Polski juniorów starszych (2016)
  - kolejki TBL/OBL (2 – 2020/2021[19], 16, 18 – 2023/2024[20][21])
- Lider II ligi w przechwytach (2016)

Reprezentacja
- Uczestnik mistrzostw Europy:
  - U–16 (2013 – 12. miejsce)
  - U–18 (2014 – 16. miejsce)
  - dywizji B:
    - U–18 (2015 – 4. miejsce)
    - U–20 (2016 – 6. miejsce, 2017 – 5. miejsce)